# 普恩特彼德拉區

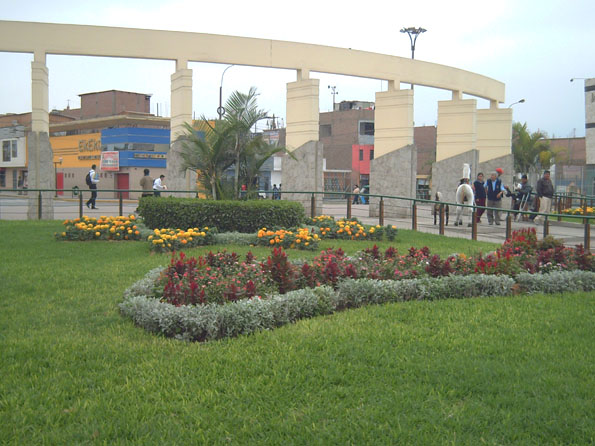

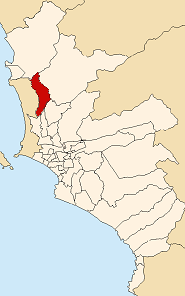

普恩特彼德拉區（西班牙語：Distrito de Puente Piedra），是秘魯的一個區，位於該國西部利馬大區的利馬省，始建於1927年2月14日，面積71.18平方公里，2013年人口320,837，人口密度每平方公里4,500人。